# Wykładzina przeciwodłamkowa
Wykładzina przeciwodłamkowa (ang. spall liner) – wykładzina stosowana wewnątrz pojazdów opancerzonych, mająca chronić załogę i wyposażenie pojazdu przed odłamkami pancerza, powstałymi od uderzenia pocisku przeciwpancernego. W wypadku, gdy pocisk przebije pancerz, wykładzina zmniejsza kąt działania odłamków, zmniejszając obszar rażony. 
Wykładziny mogą być instalowane w formie twardych paneli lub miękkich tkanin. Wykonywane z tkanin aramidowych lub włókna szklanego albo natryskiwane na wewnętrzną powierzchnię pancerza.